# Sonho de Amor (filme)
Song Without End (prt/bra: Sonho de Amor) é um filme austro-norte-americano de 1960, do gênero drama biográfico-musical, dirigido por Charles Vidor e George Cukor, com roteiro de Oscar Millard e atuações de Dirk Bogarde, Capucine e Geneviève Page.
Cukor assumiu a direção após a morte de seu amigo Vidor, em 4 de junho de 1959, com cerca de metade das cenas já gravadas, mas seu trabalho não recebeu crédito. O filme chegou a ser divulgado com o título Song Without End - The Story of Franz Liszt, como aparece em alguns cartazes.

## Sinopse
Liszt se apaixona e deseja casar-se com a princesa russa Carolyne Wittgenstein, que já é casada. Para conseguir seu intento, ele precisa terminar o relacionamento que mantém com a Condessa Marie D'Agoult.

## Principais premiações
| Prêmio             | Categoria                            | Recipientes                  | Resultado |
| ------------------ | ------------------------------------ | ---------------------------- | --------- |
| Oscar 1961         | Melhor trilha sonora - filme musical | Morris Stoloff, Harry Sukman | Venceu    |
| Globo de Ouro 1961 | Melhor filme - comédia ou musical    | William Goetz (prod.)        | Venceu    |
| Globo de Ouro 1961 | Melhor atriz - comédia ou musical    | Capucine                     | Indicada  |
| Globo de Ouro 1961 | Melhor ator - comédia ou musical     | Dirk Bogarde                 | Indicado  |

## Elenco
| Ator/Atriz        | Personagem                     |
| ----------------- | ------------------------------ |
| Dirk Bogarde      | Franz Liszt                    |
| Capucine          | Princesa Carolyne Wittgenstein |
| Geneviève Page    | Condessa Marie D'Agoult        |
| Patricia Morison  | George Sand                    |
| Ivan Desny        | Príncipe Nicholas              |
| Martita Hunt      | Grã-Duquesa                    |
| Lou Jacobi        | Potin                          |
| Albert Rueprecht  | Príncipe Felix Lichnowsky      |
| Marcel Dalio      | Chelard                        |
| Lyndon Brook      | Richard Wagner                 |
| Walter Rilla      | Arcebispo                      |
| Hans Unterkircher | Czar                           |
| Erland Erlandsen  | Sigismond Thalberg             |
| Alexander Davion  | Frédéric Chopin                |
| Katherine Squire  | Anna Liszt                     |

## Recepção
Segundo o crítico Clive Hirschhorn, Sonho de Amor é uma biografia "kitsch, do começo ao fim", do compositor Franz Liszt, com ênfase na sua vida amorosa. Para o crítico brasileiro Rubens Ewald Filho, o enredo "tolo" só é compensado pela trilha sonora.